# Order Zasługi dla Ojczyzny (NRD)
Order Zasługi dla Ojczyzny (niem. Vaterländischer Verdienstorden) – odznaczenie państwowe nadawane w latach 1954–1990 w Niemieckiej Republice Demokratycznej.

## Historia
Order został ustanowiony 21 kwietnia 1954 przez Radę Państwa Niemieckiej Republiki Demokratycznej. Nadawany był przez Przewodniczącego Rady Państwa NRD za zasługi dla niemieckiego i międzynarodowego ruchu robotniczego, zasługi przy budowie i wzmacnianiu NRD, zasługi dla walki o pokój. Otrzymać go mogły zarówno osoby prywatne jak zakłady pracy, kombinaty, socjalistyczne spółdzielnie, jednostki sił zbrojnych, miasta i gminy.
Order był podzielony na trzy klasy:
- klasa I – Złoty Order,
- klasa II – Srebrny Order,
- klasa III – Brązowy Order.

15 kwietnia 1965 stworzono dla niego dodatkową dekorację nadawaną jako szczególne wyróżnienie, tzw. Ehrenspange – zawieszkę w postaci liści dębowych.
Przy nadaniach dla grup poniżej 10 osób każda z nich otrzymywała własną oznakę. Do 1974 z nadaniem orderu osobom prywatnym związana była roczna renta. Osoby odznaczone I, II i III klasą otrzymywały odpowiednio: 1000, 500 lub 250 marek. Po 1974 nowo odznaczonym wypłacano już tylko jednorazową premię w wysokości 10000, 5000 lub 2500 marek, ale pozostawiono renty osobom odznaczonym przed 1974.

## Oznaka
Oznaką orderu była gwiazda z 10 pękami promieni. Na jej awersie znajdował się medalion z godłem NRD, przy I i II klasie umieszczony w emaliowanym na czerwono polu. Rewers był gładki, bez napisów. Order noszony był na lewej piersi na prostokątnej klamerce (będącej też baretką orderu) z gałązkami dębowymi poniżej, z nałożoną wstążką z czarno-czerwono-złotych poziomych pasków. Posiadacze „liści dębowych” nosili odznaczenie na dwóch stylizowanych gałązkach dębowych jako zawieszce, bez klamerki ze wstążką.
Gwiazdy orderowe I i II klasy do 1974 wykonywano w złocie lub srebrze, później już tylko w pozłacanym lub posrebrzanym tombaku.
| Baretki Orderu Zasługi dla Ojczyzny | Baretki Orderu Zasługi dla Ojczyzny | Baretki Orderu Zasługi dla Ojczyzny |
| ----------------------------------- | ----------------------------------- | ----------------------------------- |
| z Odznaką Honorową                  |                                     |                                     |
| Złotego                             | Srebrnego                           | Brązowego                           |

## Odznaczeni
Niektórzy wyróżnieni Orderem Zasługi dla Ojczyzny:

Złoty Order
- Józef Baryła (1984)
- Paweł Batow
- Jurij Brězan (1981)
- Wasilij Czujkow
- Johannes Dieckmann (1954)
- Otto Grotewohl
- Hermann Henselmann (1970)
- Margot Honecker (1964)
- Marita Koch
- Jürgen Kuczynski (1984)
- Wiktor Kulikow (1981)
- Olaf Ludwig (1988)
- Erich Mielke
- Moritz Mitzenheim (1961)
- Otto Nagel (1964)
- Włodzimierz Sawczuk (1975)
- Günter Schabowski (1977)
- Wilhelmine Schirmer-Pröscher (1959)
- Anna Seghers (1960)
- Wasilij Sokołowski
- Willi Stoph (1965)
- Józef Urbanowicz (1975)
- Helene Weigel (1965)
- Katarina Witt (1984)

Srebrny Order
- Hermann Abendroth (1954)
- Udo Beyer
- Manfred Gerlach (1955)
- Klaus Gysi (1972)
- Hans-Joachim Heusinger (1975)
- Anton Jadasch
- Victor Klemperer (1956)
- Marita Koch
- Iwan Koniew
- Roman Paszkowski (1975)
- Henryk Pietraszkiewicz (1975)

Brązowy Order
- Alexander Abusch
- Witalij Fiedorczuk
- Marita Koch
- Günter Schabowski (1969)
- Max Suhrbier (1955)